# Alcoutim e Pereiro
Alcoutim e Pereiro (oficialmente: União das Freguesias de Alcoutim e Pereiro) é uma freguesia portuguesa do município de Alcoutim, com 231,17 km² de área e 1110 habitantes (censo de 2021). A sua densidade populacional é 4,8 hab./km², o que lhe permite ser classificada como uma Área de Baixa Densidade (portaria 1467-A/2001).

## História
Foi constituída em 2013, no âmbito de uma reforma administrativa nacional, pela agregação das antigas freguesias de Alcoutim e Pereiro com sede em Alcoutim.

## Demografia
A população registada nos censos foi:
| Distribuição da População por Grupos Etários | Distribuição da População por Grupos Etários | Distribuição da População por Grupos Etários | Distribuição da População por Grupos Etários | Distribuição da População por Grupos Etários |
| -------------------------------------------- | -------------------------------------------- | -------------------------------------------- | -------------------------------------------- | -------------------------------------------- |
| Ano                                          | 0-14 Anos                                    | 15-24 Anos                                   | 25-64 Anos                                   | > 65 Anos                                    |
| 2001                                         | 115                                          | 111                                          | 574                                          | 586                                          |
| 2011                                         | 81                                           | 78                                           | 488                                          | 487                                          |
| 2021                                         | 68                                           | 63                                           | 449                                          | 530                                          |

À data da junção das freguesias, a população registada no censo anterior (2011) foi:
| Freguesia atual    | Freguesia atual  | Freguesia atual | Freguesias antigas | Freguesias antigas | Freguesias antigas |
| Freguesia          | População (2011) | Área (km²)      | Freguesia          | População (2011)   | Área (km²)         |
| ------------------ | ---------------- | --------------- | ------------------ | ------------------ | ------------------ |
| Alcoutim e Pereiro | 1134             | 231,17          | Alcoutim           | 921                | 131,52             |
| Alcoutim e Pereiro | 1134             | 231,17          | Pereiro            | 213                | 99,65              |

## Junta de Freguesia da União de Freguesias de Alcoutim e Pereiro
- Morada:
  - Rua do Caminho Velho, Edifício da Antiga Escola Primária - 8970-065 Alcoutim
  - EN 124, Edifício da Junta - 8970-307 Pereiro

- Telefone: 281 546 437 (Alcoutim) / 281 547 234 (Pereiro)

- Fax: 281 546 127

- Horário de funcionamento: dias úteis das 08:30h às 14:30h

### Executivo
- Presidente: João Carlos da Silva Simões
- Secretário: Luís Cavaco dos Santos
- Tesoureiro: Rosa Maria Gomes da Palma

### Assembleia de Freguesia
- Presidente: Ana Cavaco Nobre da Palma
- 1º Secretário: José Filipe de Noronha Martins
- 2º Secretário:  Valter Manuel Pereira Marques da Palma
- Vogal: Manuel Domingos Mestre
- Vogal: António Francisco Margarida
- Vogal: Emídio Marques Colaço
- Vogal: Maria de Fátima Rodrigues Pereira Cavaco
- Vogal: António José Madeira
- Vogal: António Cavaco Ribeiros